# Micreumenes guillarmodi
Micreumenes guillarmodi är en stekelart som beskrevs av Giordani Soika 1983. Micreumenes guillarmodi ingår i släktet Micreumenes och familjen Eumenidae. Inga underarter finns listade i Catalogue of Life.